# Les lleis de l'atracció
Les lleis de l'atracció (en anglès, The Rules of Attraction) és la segona obra publicada de Bret Easton Ellis (el 1987), encara que va ser escrita abans que la primera, mentre l'autor encara era estudiant. La història està ambientada al Camden College, una universitat de ficció d'arts liberals al nord-est de Nova Hampshire que es basa en l'alma mater d'Ellis, Bennington College. Les festes "Dress To Get Screwed" de la novel·la es basen en les infames festes de la vida real de Bennington "Dress To Get Laid", que se celebren cada semestre o, més tard, només a la tardor, almenys des dels anys setanta.
El llibre va ser adaptat a una pel·lícula homònima l'any 2002. Ellis ha remarcat que, entre les adaptacions cinematogràfiques dels seus llibres, The Rules of Attraction va ser el més a prop de captar la seva sensibilitat i recrear el món de les seves novel·les.